# ليزلي (مغنية)
ليزلي (بالفرنسية: Leslie)‏ هي مغنية فرنسية، ولدت في 4 فبراير 1985 في لو مان في فرنسا.

## وصلات خارجية
- الموقع الرسمي
- ليزلي على موقع IMDb (الإنجليزية)
- ليزلي على موقع ألو سيني (الفرنسية)
- ليزلي على موقع ميوزك برينز (الإنجليزية)
- ليزلي على موقع أول ميوزيك (الإنجليزية)
- ليزلي على موقع أول ميوزيك (الإنجليزية)
- ليزلي على موقع ديسكوغز (الإنجليزية)